# Arcopagia richardi
Arcopagia richardi is een tweekleppigensoort uit de familie van de Tellinidae. De wetenschappelijke naam van de soort is voor het eerst geldig gepubliceerd in 1906 door Dautzenberg & Fischer H..